# Turner Ashby
Turner Ashby, Junior (23 tháng 10 năm 1828 – 6 tháng 6 năm 1862) là một sĩ quan kỵ binh cao cấp trong hàng ngũ quân đội Liên minh miền Nam dưới chỉ huy của tướng Stonewall Jackson trong thời Nội chiến Hoa Kỳ. Ông dẫn quân kỵ đánh phá lập nhiều chiến công trong chiến dịch Thung lũng 1862 - ông là một trong những chỉ huy kỵ binh xuất sắc nhất trong cuộc chiến.
Turner Ashby bị bắn chết trong một cuộc đụng độ với quân Liên bang miền Bắc của tướng John C. Frémont tại Chestnut Ridge gần Harrisonburg, Virginia.